# Dukke med millioner
Dukke med millioner (russisk: Кукла с миллионами) er en sovjetisk film fra 1928 af Sergej Komarov.

## Medvirkende
- Igor Ilinskij som Pierre Cuisinai
- Vladimir Fogel som Paul Cuisinai
- Galina Kravtjenko som Blanche
- Ada Vojtsik som Marija Ivanova
- Vladimir Tjuvelyov